# 星際大戰 絕地：倖存者
《星際大戰 絕地：倖存者》為2023年發行的動作冒險遊戲，由Respawn Entertainment開發並由艺电發行。作为2019年发售的《星際大戰 絕地：組織殞落》的续作，該遊戲於2023年4月28日在PlayStation 5、Windows和Xbox Series X/S發行。PlayStation 4与Xbox One版于2024年9月17日推出。

## 玩法
《星際大戰 絕地：倖存者》保留了其前作的許多遊戲元素，並添加了新的遊戲元素。遊戲總監Stig Asmussen表示，主角凱爾·克提斯可以在遊戲中使用五種光剑架勢戰鬥。單手和雙刃光劍將從《星球大戰 絕地：組織殞落》中移植，並且從《組織殞落》中原本擁有的特殊雙劍攻擊增加一些持劍架勢。並添加了一種全新的、更重的凱羅·忍風格的交叉防御光劍，由於其在阻擋和招架敵人攻擊方面的時間更長，因此需要更多的技術來使用。這些不同的光劍被設計用來對抗特定類型的敵人，Asmussen 說這會讓玩家“弄清楚選擇的最佳武器是什麼”。此遊戲也將新增一種新的原力停滯能力，如凱羅·忍在《原力覺醒》中使用的能力，允許玩家在半空中凍結敵人和爆能槍。

## 剧情

### 设定与角色
《星球大战 绝地：幸存者》的故事发生在《陨落的武士团》事件五年后，主角绝地武士卡尔·凯斯提斯（卡梅隆·莫納漢饰）与帝国对抗，同时寻找藏身之处。卡尔的盟友包括：绝地大师瑟蕾·珺达（黛布拉·威尔逊饰）、“利刺螳螂号”的前任船长格里兹·德里图斯（丹尼尔·罗巴克饰）、小機器人BD-1（本·布特饰）、达索米尔暗夜姐妹氏族最后的幸存者梅琳（蒂娜·伊夫列夫饰）、以及为了女儿卡塔（塔贾奈·特纳饰）的安全而战斗的雇佣兵波德·阿库纳（诺希尔·达拉尔饰）。其他角色包括BD-1的前任主人、绝地大师恩诺·科尔多瓦（托尼·阿门多拉饰），如今正帮助瑟蕾重建绝地典籍库；以及来自高等共和国时代、曾隶属于绝地大师桑塔瑞·克里（特蕾西·伊菲亚乔尔饰）的机器人ZN-A4（肯德尔·雷饰）。
在旅途中，卡尔与许多敌人战斗，其中包括尤塔帕人参议员达乔·希加（T·J·拉米尼）；帝国指挥官兰克·登维克（吉迪恩·埃默里）；西斯尊主達斯·維達（斯科特·劳伦斯饰）的手下、帝国裁判庭的九妹（米斯蒂·李）；梦想回到塔纳罗尔的前高等共和国绝地达甘·格拉（科迪·费恩）；以及达甘的得力助手、贝德兰掠夺者的领导者艮戴人雷维斯（D·C·道格拉斯饰）。曾多次饰演波巴·费特的特穆拉·莫里森为游戏中的该角色配音。

### 故事
在摧毁绝地全息仪的五年后，绝地武士卡尔·凯斯蒂斯与瑟蕾·珺达、格里兹·德里图斯和梅琳分道扬镳，继续在索·格雷拉的领导下以抵抗战士的身份与帝国作战。卡尔和他的团队潜入了帝国首都科洛桑，从参议员达乔·希加手中窃取了宝贵的军事情报。卡尔沮丧地从情报中得知，尽管他付出了所有的努力，帝国却变得更加强大，其影响力进一步扩展到整个银河系。卡尔从希加手中取回情报后，在卡希克一战中生还的九妹赶到。她要向卡尔复仇，并杀死了希加和卡尔的大部分队员。卡尔与九妹交战并将其杀死，随后与雇佣兵波德·阿库纳一起逃离科洛桑。
在从科洛桑逃离时，“利刺螳螂号”受损，卡尔决定去偏远的寇博星球寻找格里兹，看看他能否修复螳螂号。在行星表面迫降后，卡尔发现当地居民受到名为“贝德兰掠夺者”的犯罪组织的威胁，该组织由身着装甲的艮戴人雷维斯领导。卡尔与格里兹重聚，后者让他去一个洞穴中取得修理螳螂号所需的零件。
在探索过程中，卡尔遇到别称为“奇”的機器人ZN-A4，她在高等共和国时期为绝地武士团服务。奇告诉卡尔，数百年前她受命激活名为「森林阵列」的装置，但被困在了洞穴中。现已无力完成命令的奇将高等共和国调谐装置交给卡尔。在解救奇后，卡尔前往阵列，他在那里看到了高等共和国时代的绝地大师达甘·格拉和桑塔瑞·克里的幻象。两人是好友，他们发现了隐藏在号称不可逾越的「寇博深渊」星云背后的神秘星球「塔纳罗尔」。卡尔激活了阵列，发现了悬浮在巴克塔箱中的独臂达甘。卡尔释放了达甘，希望将这位绝地同胞招为同伴，但发现达甘对绝地委员会抛弃塔纳罗尔的决定充满憎恨，因而已堕入黑暗面。两人展开战斗，达甘在雷维斯和贝德兰掠夺者的帮助下逃脱。
卡尔、波德和格里兹意识到帝国无法涉足的塔纳罗尔星球的巨大价值。他们修好了螳螂号，随后前往杰德哈星球寻求瑟蕾的协助。除瑟蕾外，梅琳和仍然活着的恩诺·科尔多瓦也都在杰德哈。他们在名为“秘径”的抵抗组织的帮助下合作重建绝地典籍库。
瑟蕾和科尔多瓦利用典籍库找到了与寇博和塔纳罗尔有关的资料。科尔多瓦告诉众人，达甘是第一个也是唯一一个成功穿越寇博深渊找到塔纳罗尔的飞行员。桑塔瑞随后开发了深渊罗盘用以导航，之后共和国在塔纳罗尔建立了定居点和绝地圣殿。然而，名为“虚无者”的侵略军袭击了塔纳罗尔，迫使共和国撤离该星球并下令摧毁罗盘，以防止虚无者使用它们。达甘无法放弃塔纳罗尔，认为那是他所有的。达甘为了夺取其中一个罗盘，杀害了多位绝地。桑塔瑞斩断了达甘的手臂，并将他保存于巴克塔箱中。科尔多瓦指出，还有三个罗盘下落不明。卡尔、梅琳、波德和格里兹决定去寻找它们；波德希望塔纳罗尔能成为他的女儿卡塔的避难所，而梅琳相信秘径难民可以将塔纳罗尔作为他们的安全避难所。在旅途中，卡尔和梅琳互相表白，决定开始一段感情。
卡尔陆续找到两个损坏的罗盘，但都已无法修复。在波德的帮助下，卡尔击败并杀死了雷维斯和达甘，获得了最后一个罗盘，但也已受损。众人回到杰德哈，科尔多瓦表示自己能修复这个罗盘。不久之后，帝国对杰德哈发动了袭击。混乱之际，波德突然抢走了修复完成的罗盘，并杀害了科尔多瓦。卡尔前去阻止波德逃跑。波德暴露了自己的双重身份——他既是帝国间谍，也是堕入黑暗面的前绝地武士，并使用达甘的光剑打伤了卡尔。与此同时，瑟蕾竭力阻止帝国部队到达典籍库。为了让秘径逃脱，瑟蕾前去拖延達斯·維達的时间，不幸被杀。卡尔对波德的背叛十分愤怒，并借助定位信标追踪他的位置。信标显示的位置是诺瓦加戎星系内的一个帝国安全局（Imperial Security Bureau，缩写为ISB）基地，该基地的指挥官是兰克·登维克。
入侵基地后，卡尔最终与波德对峙。后者告诉卡尔，他在克隆人战争期间曾为绝地武士团的情报部门工作，但在绝地大清洗开始时躲藏了起来。在帝国裁判庭杀害了他的妻子后，波德与登维克达成协议，成为ISB的间谍以换取他和他女儿不被维达发现。波德坦言，他引诱卡尔来到诺瓦加戎是为了制造混乱，借此在前往塔纳罗尔的途中摆脱ISB。波德带着卡塔和罗盘逃跑了。为了逃离基地，卡尔短暂地接受了原力的黑暗面，但他在梅琳的劝说下放过了登维克，避免自己完全屈服于黑暗面。
卡尔找到了桑塔瑞留下的讯息，桑塔瑞在讯息中表示寇博的阵列可以用来打开另一条跨越寇博深渊的路径。一行人历经艰难穿越深渊，完好地到达了塔纳罗尔。卡尔、梅琳和卡塔想要说服波德投降，但他拒绝并攻击了他们。波德压制住了卡尔，迫使他再度接受黑暗面反制住波德。卡尔想要给波德第二次机会，但波德拒绝并险些杀死梅琳。看到这位曾经的朋友已经无法挽回后，卡尔射杀了波德。
一切结束后，众人为瑟蕾、科尔多瓦和波德举行了绝地葬礼并为他们哀悼。卡尔、梅琳和格里兹终于掌控了塔纳罗尔星球，他们决定收养卡塔，并计划与秘径联系，将他们迁往塔纳罗尔。

## 开发
2022年1月宣布了《星球大戰 絕地：組織殞落》续作的開發。2022年5月宣布遊戲名稱為《星際大戰 絕地：倖存者》，同時在星際大戰慶典上首次亮相 CGI 預告片。該遊戲由Respawn Entertainment開發，於2023年4月28日在PlayStation 5、Windows和Xbox Series X/S發布。
開發總監Stig Asmussen聲稱實時光線追踪和其他功能能使這款遊戲能夠“以遠高於我們之前開發的任何產品的質量”運行。通過專門針對第九代遊戲機的設置，此遊戲將享受更短的加載時間，該遊戲不支持PlayStation 4和Xbox One遊戲機。

## 營銷和發布
《星際大戰 絕地：倖存者》的首支預告片於2022年5月發布。EA在12月8日的游戏大奖上展示了該遊戲的dlc，同時還宣布該遊戲將於2023年3月17日發布。
預購遊戲可獲得3套裝飾品。第一款是“隱士”套裝，預購標準版和豪華版即可獲得，此套裝复刻了歐比王·肯諾比系列中歐比王·肯諾比的服裝以及第一和第二集中肯諾比的光劍。豪華版提供的兩個獨家“惡棍”和“反叛英雄”裝飾。此套裝复刻了韩·索罗的DL-44爆能槍和惡棍裝束以及出自《新希望》的卢克·天行者的黃色夾克裝束。

## 外部連結
- 官方网站